# Opération Kitbag
L'opération Kitbag est un raid mené par les commandos britanniques numéro 6 et 12 en décembre 1941, durant la Seconde Guerre mondiale.
| Florø |

## Historique
Le 9 décembre, des détachement des commandos numéros 6 et 12 et quelques soldats norvégiens ont pris part à un raid sur le village de Florø en Norvège. Embarqué sur le HMS Prince Charles (en), un navire de débarquement d’infanterie, qui se trouvait à Scapa Flow. Durant le voyage, il y eut un accident lorsque certains hommes ont amorcé leurs grenades préparées pour le raid ce qui entraîna la mort de 6 hommes et fit 11 blessés graves. Malgré tout, la décision fut prise de continuer le raid. Finalement, à cause de problèmes de navigations, l'opération fut annulée lorsque le commandant de la force fut incapable de trouver le fjord dans lequel se trouve Florø,.

## Annexe
- (en) Cet article est partiellement ou en totalité issu de l’article de Wikipédia en anglais intitulé « Operation Kitbag » (voir la liste des auteurs).